# Nhà thờ Thánh Tâm Chúa Giêsu ở Partizánske
Nhà thờ Thánh Tâm Chúa Giêsu ở Partizánske (tiếng Slovakia: Kostol Božského Srdca Ježišovho v Partizánske) là một nhà thờ Công giáo La Mã tọa lạc ở thành phố Partizánske, vùng Trenčín, Slovakia. Vào ngày 8 tháng 5 năm 1996, nhà thờ này được ghi danh vào Danh sách Di tích Trung ương theo quyết định của Bộ Văn hóa Cộng hòa Slovakia.

## Lịch sử
Nhà thờ Thánh Tâm Chúa Giêsu ở Partizánske do kiến trúc sư nổi tiếng Vladimír Karfík thiết kế. Viên đá đầu tiên của nhà thờ được thánh hiến vào ngày 8 tháng 7 năm 1943. Giám mục Andrej Škrábik của Banská Bystrica đã cử hành nghi lễ đặt viên đá góc tường này. Buổi lễ có sự hiện diện của Tổng thống Jozef Tis.
Vào ngày 11 tháng 8 năm 1944, công ty Baťa bắt đầu tiến hành xây dựng nhà thờ này. Do thiếu kinh phí nên việc xây dựng nhà thờ chậm trễ và cuối cùng phải dừng lại vào tháng 5 năm 1947. Sau nhiều năm, nhà thờ được thánh hiến chính thức vào ngày 2 tháng 9 năm 1989.
Gian hành lễ chính điện có 270 chỗ ngồi và có chiều cao là 9,9 mét. Nội thất của nhà thờ được trang bị vừa phải. Vật liệu được sử dụng là thạch cao, gạch, nhôm, kính opaxite, đèn neon. Tượng Chúa Giêsu Kitô, tượng của các tông đồ, 14 chặng đàng Thánh Giá, tượng Đức Mẹ Đồng trinh và một số bức tượng khác bên trong nhà thờ đều là tác phẩm của nhà điêu khắc Tibor Bártfay.